# 12418 Tongling
12418 Tongling eller 1995 UX2 är en asteroid i huvudbältet som upptäcktes den 23 oktober 1995 av Beijing Schmidt CCD Asteroid Program vid Xinglong-observatoriet. Den är uppkallad efter den kinesiska staden Tongling.